# 劉琮
劉 琮（りゅう そう、生没年不詳）は、後漢末の人。劉表の庶子。生母は不詳。妻は蔡瑁・蔡夫人（蔡瑁の姉）の姪。兄は劉琦。

## 略歴
『三国志』劉表伝によると、劉表と後妻の蔡夫人に寵愛され、蔡瑁・張允の一派が兄の劉琦を排除して彼を後継者に擁立しようとしたため、劉琦との仲が悪化した。
建安13年（208年）の劉表の死後、蔡瑁らの政治工作もあって、兄の劉琦を差し置いて後継者となった。進攻する曹操の軍勢に対抗して荊州を保全する策を配下に尋ねたが、蔡瑁・蒯越・傅巽・韓嵩・王粲らの進言に従い曹操に降伏した。
降伏の後は、蔡瑁・蒯越らと共に厚遇され、曹操により青州刺史に任ぜられ、同時に列侯に封ぜられた。後に諫議大夫・参同軍事となった。

## 演義での劉琮
『三国志演義』では、劉琮は蔡夫人の子で、劉琦の異母弟で、劉表が死亡した時には14歳の若年ながら聡明だったという設定になっている。父の劉表の死の隙を突いて曹操が南下を開始すると、傅巽が降伏を主張し、劉琮は最初これに抵抗するが、蒯越・王粲らの説得に従い降伏を決意する。降伏後の劉琮と蔡夫人は、曹操によって青州に刺史として向かう途上で于禁に殺害されている。